# Плита Тонга

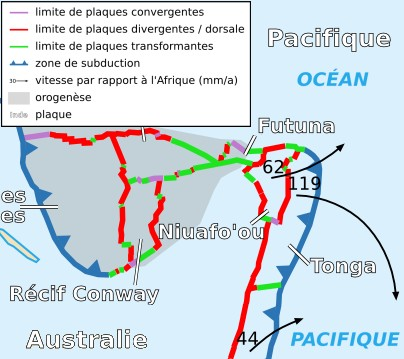
Розташування Плити Тонга

Плита Тонга — тектонічна мікроплита. Має площу — 0,00625 стерадіан. Зазвичай розглядається у складі Індо-Австралійської плити.
Розташована в західній частині Тихого океану, є фундаментом островів Тонга. Є продовженням на північ з зони субдукції Кермадек-Тонга на північ від Нової Зеландії.
Плита обмежена зі сходу й півночі зоною субдукції Тихоокеанської плити, утворюючу жолоб Тонга. На заході має активний рифт або спрединговий з плитою Ніуафооу й Індо-Австралійською плитою. На півдні має трансформну границю з літосферною плитою Кермадек.